# XPB
XPB (Xeroderma Pigmentosum B) je ATP zavisna ljudska DNK helikaza koja je deo kompleksa TFIIH transkripcionog faktora. 3D struktura XPB homologa je kristalografski.

## Funkcija
učestvuje u normalnoj bazalnoj transkripciji, transkripciono spregnutoj popravci (TCR), i popravci isecanjem nukleotida (NER). Pokazano jed a prečišćeni XPB razvija DNK u 3’-5’ pravcu.

## Interakcije
formira interakcije sa , BCR genom, , , , , , ciklin zavisnom kinazom,  i GTF2H4.

## Literatura
- KT, Jeang (1998). „Tat, Tat-associated kinase, and transcription.”. J. Biomed. Sci. 5 (1): 24—7. PMID 9570510. doi:10.1007/BF02253352.
- Yankulov K, Bentley D (1998). „Transcriptional control: Tat cofactors and transcriptional elongation.”. Curr. Biol. 8 (13): R447—9. PMID 9651670. doi:10.1016/S0960-9822(98)70289-1.
- Cleaver JE, Thompson LH, Richardson AS, States JC (1999). „A summary of mutations in the UV-sensitive disorders: xeroderma pigmentosum, Cockayne syndrome, and trichothiodystrophy.”. Hum. Mutat. 14 (1): 9—22. PMID 10447254. doi:10.1002/(SICI)1098-1004(1999)14:1<9::AID-HUMU2>3.0.CO;2-6.
- L, Ma; Weeda G; AG, Jochemsen;  . (1992). „Molecular and functional analysis of the XPBC/ERCC-3 promoter: transcription activity is dependent on the integrity of an Sp1-binding site.”. Nucleic Acids Res. 20 (2): 217—24. PMC 310357 . PMID 1741247. doi:10.1093/nar/20.2.217.
- G, Weeda; Wiegant J; van der Ploeg M;  . (1991). „Localization of the xeroderma pigmentosum group B-correcting gene ERCC3 to human chromosome 2q21.”. Genomics. 10 (4): 1035—1040. PMID 1916809. doi:10.1016/0888-7543(91)90195-K.
- G, Weeda; Ma LB; van Ham RC;  . (1991). „Structure and expression of the human XPBC/ERCC-3 gene involved in DNA repair disorders xeroderma pigmentosum and Cockayne's syndrome.”. Nucleic Acids Res. 19 (22): 6301—6308. PMC 329143 . PMID 1956789. doi:10.1093/nar/19.22.6301.
- G, Weeda; van Ham RC; R, Masurel;  . (1990). „Molecular cloning and biological characterization of the human excision repair gene ERCC-3.”. Mol. Cell. Biol. 10 (6): 2570—2581. PMC 360615 . PMID 2111438.
- G, Weeda; van Ham RC; W, Vermeulen;  . (1990). „A presumed DNA helicase encoded by ERCC-3 is involved in the human repair disorders xeroderma pigmentosum and Cockayne's syndrome.”. Cell. 62 (4): 777—91. PMID 2167179. doi:10.1016/0092-8674(90)90122-U.
- XW, Wang; Yeh H; L, Schaeffer;  . (1995). „p53 modulation of TFIIH-associated nucleotide excision repair activity.”. Nat. Genet. 10 (2): 188—95. PMID 7663514. doi:10.1038/ng0695-188.
- Maxon ME, Goodrich JA, Tjian R (1994). „Transcription factor IIE binds preferentially to RNA polymerase IIa and recruits TFIIH: a model for promoter clearance.”. Genes Dev. 8 (5): 515—24. PMID 7926747. doi:10.1101/gad.8.5.515.
- Maruyama K, Sugano S (1994). „Oligo-capping: a simple method to replace the cap structure of eukaryotic mRNAs with oligoribonucleotides.”. Gene. 138 (1–2): 171—4. PMID 8125298. doi:10.1016/0378-1119(94)90802-8.
- R, Drapkin; Reardon JT; A, Ansari;  . (1994). „Dual role of TFIIH in DNA excision repair and in transcription by RNA polymerase II”. Nature. 368 (6473): 769—72. PMID 8152490. doi:10.1038/368769a0.
- van Vuuren AJ; W, Vermeulen; Ma L;  . (1994). „Correction of xeroderma pigmentosum repair defect by basal transcription factor BTF2 (TFIIH)”. EMBO J. 13 (7): 1645—1653. PMC 394995 . PMID 8157004.
- L, Schaeffer; Moncollin V; R, Roy;  . (1994). „The ERCC2/DNA repair protein is associated with the class II BTF2/TFIIH transcription factor”. EMBO J. 13 (10): 2388—2392. PMC 395103 . PMID 8194528.
- SN, Guzder; Sung P; V, Bailly;  . (1994). „RAD25 is a DNA helicase required for DNA repair and RNA polymerase II transcription”. Nature. 369 (6481): 578—81. PMID 8202161. doi:10.1038/369578a0.
- W, Vermeulen; Scott RJ; S, Rodgers;  . (1994). „Clinical heterogeneity within xeroderma pigmentosum associated with mutations in the DNA repair and transcription gene ERCC3”. Am. J. Hum. Genet. 54 (2): 191—200. PMC 1918172 . PMID 8304337.
- RJ, Scott; Itin P; WJ, Kleijer;  . (1993). „Xeroderma pigmentosum-Cockayne syndrome complex in two patients: absence of skin tumors despite severe deficiency of DNA excision repair”. J. Am. Acad. Dermatol. 29 (5 Pt 2): 883—9. PMID 8408834. doi:10.1016/0190-9622(93)70263-S.
- J, Blau; Xiao H; S, McCracken;  . (1996). „Three functional classes of transcriptional activation domain”. Mol. Cell. Biol. 16 (5): 2044—2055. PMC 231191 . PMID 8628270.
- N, Iyer; Reagan MS; KJ, Wu;  . (1996). „Interactions involving the human RNA polymerase II transcription/nucleotide excision repair complex TFIIH, the nucleotide excision repair protein XPG, and Cockayne syndrome group B (CSB) protein”. Biochemistry. 35 (7): 2157—2167. PMID 8652557. doi:10.1021/bi9524124.
- JR, Hwang; Moncollin V; W, Vermeulen;  . (1996). „A 3' --> 5' XPB helicase defect in repair/transcription factor TFIIH of xeroderma pigmentosum group B affects both DNA repair and transcription”. J. Biol. Chem. 271 (27): 15898—904. PMID 8663148. doi:10.1074/jbc.271.27.15898.

## Spoljašnje veze
- XPBC-ERCC-3+protein на 